# Tokyo Crazy Paradise
Tokyo Crazy Paradise (東京クレイジーパラダイス Tōkyō Kureijī Paradaisu?, Tokyo Paraíso Loco) es un manga shōjo escrito por Yoshiki Nakamura, y publicado en Hana to Yume que consta de 19 volúmenes Tankōbon.
La historia se lleva a cabo en Tokio, Japón, en el año 2020, la historia gira en torno a la vida de Kozuki Tsukasa de catorce años de edad, Kozuki Tsukasa actúa como guardaespaldas de su compañero de clase, Ryuji Shirogami, que es la tercera generación del jefe yakuza , grupo Kuryugumi. La historia se centra principalmente alrededor del romance entre Tsukasa y Ryuji, aunque también tiene una fuerte cantidad de acción y comedia. 

## Historia
Tokio II es una ciudad infestada por el crimen. La vida en Tokio no es fácil para las mujeres que están constantemente bajo el temor a la violencia. Los Kozukis, dos agentes de policía, Como no querían que su hija Tsukasa fuera víctima de la violencia de Tokio, la educan como un muchacho.
Es el año 2021 y Kozuki Tsukasa sigue manteniendo su promesa de no ser aprovechada por los hombres. Cuando sus padres mueren repentinamente en el cumplimiento del deber por una pelea entre yakuzas, Tsukasa y sus 3 hermanos se ven forzados a irse a la calle, Sin más opciones, ella recurre a la única persona que puede creer que la ayudará:  Su enemigo y su compañero de escuela desde hace 8 años Ryuji Shirogami, líder del grupo yakuza " Kuryugumi", el principal kumi en el área, y cuyo padre acababa de ser asesinado en la misma lucha yakuza, Con el fin de encontrar al asesino de su padre, acepta tomarla como su guardaespaldas.
Tiempo después Tsukasa, tendrá una deuda millonaria con Ryuji debido a la cantidad de comida que sus hermanos habían consumido mientras ella estaba trabajando para Ryiji. Para pagar la deuda ella se ve obligada a trabajar de tiempo completo como su guardaespaldas. Pero Ryuji aumentara la cantidad de la deuda con toda clase de trampas necesarias para mantener a Tsukasa a su lado.

## Personajes

### Personajes principales
Tsukasa Kozuki (紅月 司 Kōzuki Tsukasa?)
Tsukasa es la hija de dos agentes de policía, a su muerte en la investigación de la muerte del segundo jefe Kuryugumi, ella se involucra con el próximo jefe de Kuryugumi, Ryuji, quien fue su compañero de clases durante los últimos ocho años. Se crio como un niño porque su madre vio a muchas mujeres como víctimas en la escena del crimen, y quería protegerla del maltrato sexual excesivo de las mujeres en esta época. Como hija de dos policías, desprecia la corrupción y la crueldad, y quiere ser policía un día.
Ella tiene una personalidad muy alegre y brillante, y piensa que el mundo es un lugar loco, pero que puede hacer su parte para que sea mejor. Fue entrenada para luchar por sus padres, y posteriormente, es una excelente peleadora, rara vez es derrotada en una pelea. (Ella lucha con una llave con cadena que termina en un mango que, alternativamente, se puede extender en una hoja, un arma llamada Rope Dart.) También odia a los yakuza, citando a estos la culpa de muchos de los males del mundo.
A pesar de que Tsukasa se viste como un hombre durante la mayor parte de la historia (tiene un protector de pecho que aplana los senos), realmente es una mujer muy atractiva. Es alta y tiene una excelente figura, así que cuando se viste con ropa de mujer y pelucas (lo que ella llama "travestismo", ya que piensa en sí misma como hombre), se la ve mucho más madura y es a menudo objeto de acoso y otras insinuaciones sexuales. A pesar de esto, ella completamente desconoce del interés romántico de otras personas hacia ella, especialmente con Ryuji, y los sentimientos que tiene para él. Conforme avanza la historia, descubre que no puede ver a Ryuji solo como un amigo y que realmente está enamorada de él.
Tsukasa y Ryuji han asistido a la escuela juntos desde jardín de infantes. Cuando tenía once años, Tsukasa resbaló en una orilla del río y cayó, debido a esconder su género desde que era niño, nunca asistió a clases de natación y por lo tanto casi se ahoga. Es Ryuji, quien la observaba desde el puente, salta y la salva, le da a RPC y, posteriormente, descubre que ella es mujer. Ryuji es, pues, consciente del verdadero género de Tsukasa desde el comienzo de la historia.
Tsukasa tiene tres hermanos: su gemelo supuestamente fraternal, Toshiyuki (14), su hermano menor, Shohei (13), y su hermano mayor, Takuma (16). Después de las muertes de sus padres, Takuma abandona la escuela y trabaja como un jugador del casino, mientras Shohei y Toshiyuki trabajo en una bar gay (todas estas profesiones son ilegales debido a su edad).
Tsukasa más tarde se enteró de que ella es la hija adoptiva del Kozukis y que ella era en realidad la hija de Wakasa Ayabe y el líder de la yakuza Hougougumi, que después de la muerte de Wakasa, su esposo se vino abajo. Wakasa había dado a su hija a sus amigos, la Kozukis, junto con el kagi a la droga, poco después del nacimiento de Tsukasa sabiendo que iba a morir. Tsukasa encuentra indicios sobre su verdadera identidad después de que Ryuji fue internado en el hospital, y fue confirmado por el ex guardaespaldas de Wakasa.
Ryuji Shirogami (白神 竜二 Shirogami Ryūji?)
Es el Sandaime - El líder de tercera generación - del grupo Kuryugumi. Rara vez muestra sus emociones en su cara, y de hecho, desde que Tsukasa puede recordar, ha sido un niño excesivamente sombrío y callado. Tiene su propio código moral y se sostiene a sí mismo a los altos estándares de comportamiento.
A pesar de Tsukasa es su guardaespaldas,  alguna vez se pregunta si realmente necesita uno, como Ryuji es experto en la karate, kendo, judo, aikido y kyūdō. Él siempre se encuentra bien armado, además, es un excelente peleador, pero Tsukasa generalmente hace las peleas más céntricas de la historia.
Su madre murió al dar a luz, y su cuidado se le dio a Toshiyuki Kamojima. Su propio padre lo amaba, pero sentía que la distancia era necesario para elevar el líder de la próxima generación, por lo cual se mantiene lejos de Ryuji en sus años de formación, dejando Kamojima como su figura paterna.
Ryuji es inteligente, cínico y manipulador, y en algunos aspectos muy maquiavelico, pero es verdaderamente leal y hace lo que puede por ser amable con la gente que se preocupa, sin embargo, es una lista muy corta. Desde el principio está enamorado de Tsukasa y es plenamente consciente de ello, siendo ella la única razón por la que el sigue yendo a la escuela. Él realmente puede relajarse alrededor de Tsukasa, y sus guardaespaldas comentan que si Tsukasa esta a su alrededor, Ryuji realidad se ve de su edad. Le gusta atormentar y molestar a Tsukasa - aparentemente porque ella es una criatura inusual. Pero bajo todas las bromas, realmente le importa mucho.
A pesar de su relación con Tsukasa, Ryuji está comprometido con Asago Sumon, la hija de uno de sus jefes más bajos. Ryuji se preocupa por Asago, pero de la forma en que un hermano se preocupa por su hermana. Su compromiso con ella es para prevenir los conflictos del clan y los clanes menores del Kuryugumi aceptan a Asago como un candidato adecuado. A pesar de que está comprometido con Asago, continúa estando con Tsukasa, causando una gran tensión entre los tres.

### Kuryugumi
( 九 竜 组   Kuryūgumi ?,  lit.  'La asociación de los Nueve Dragones')
Shirogami Tatsuya (白神 龍弥 Tatsuya Shirogami?, Kuryūgumi no Nidaime)
El difunto padre de Ryuji que fue asesinado por Odawara. También conocido por su título de Nidaime  (la segunda generación). Ryuji creció hasta parecer casi exactamente igual que él. Fue admirado por Kamo-san. Él tenía una promesa con Kaya con respecto a su hermana que Ryuji cumplió y tomó interés personal en el intento de Kamo-san en conseguir venganza. Le había dado el cuidado de Ryuji a Kamo-san después de haber sido dado de alta del hospital, le dieron el nombre de Ryuji ', el nombre que Kamo-san tenía la intención de dar a su hijo.
 Shirogami Ayane  ( 白 神 绫 音   Shirogami Ayane?)
Es la difunta madre de Ryuji y fue seisai de Tatsuya. Su existencia se menciona en el capítulo 85. Murió como resultado de dar a luz a Ryuji.
 Kamojima Toshiyuki  ( 鸭 岛 俊 之   Kamo-san, Kamocchi (42)?)
Él es de los principales colaboradores y guardaespaldas de Ryuji. Kamo-san es el mayor de los dos y ha servido a Nidaime, el "padre" de Ryuji también. A pesar de tener un doloroso pasado, generalmente esta con una sonrisa en su rostro. Le gustaría mucho ver a Tsukasa y Ryuji como pareja, pensando que Tsukasa sería un excelente seisai. Es una figura paterna para Ryuji, ya que prácticamente él lo crio.
 Shibuya Yoshiyuki  ( 渋 谷 良 行   Bun-san?)
Es el segundo guardaespaldas de Ryuji. Bun-san es más serio en comparación con Kamo-san. Acepta que Tsukasa sería muy capaz si tuviera la posición de seisai. No es muy bueno en el uso de armas (de acuerdo con Tsukasa) y es también el primer chofer de Ryuji. Tanto él como Kamo-san es una de las pocas personas que saben del verdadero género de Tsukasa y sus vínculos con Wakasa.
 Mitsugi Shigaraki  ( 信 楽 御 调   Shigaraki Mitsugi ?,  Edad 20) y ' Shinji Muko  ( 向日 真 道   Muko Shinji ?,  Edad 20)
Los dos miembros más jóvenes de Kuryugumi que se meten en problemas con frecuencia. Shigaraki tiene el pelo de color claro y tiene la oreja izquierda perforada. Muko tiene el pelo de color oscuro peinado hacia atrás. Elos no se llevan bien con los demás y les desagrada Tsukasa al principio. Incluso cuando se unen, terminan peleando. Mitsugi y Shinji fueron abandonados por sus padres antes de terminar la escuela primaria, y se pasaron a diferentes parientes, luego se convirtieron en fugitivos en 13. Ellos fueron recogidos de la calle por Ryuji hace 2 años. Son muy leales a Ryuji.
Yui
Ella estaba en una relación con Kamo-san hace 14 años. Finalmente fue violada y asesinada por Hanawa, el kumicho de Hanawagumi. Ella estaba embarazada y tenía previsto nombrar a su hijo Ryuji. Ella había hecho una promesa a Kamo-san de que siempre debía seguir sonriendo. Estaban profundamente enamorados.
 Meiko  ( 命 子?)
Doctora del hospital privado de Kuryugumi (dentro de la casa principal de Kuryugumi). Ryuji le ordenó averiguar cómo funciona Paramelt y "curar"  a Tsukasa. Estaba preocupada por la decisión de Tsukasa de permanecer como un niño a pesar de que sabía que Tsukasa y Ryuji compartían sentimientos mutuos entre sí. Trató de convencer a Tsukasa para actuar más como una mujer. A ella le gusta burlarse tanto de Ryuji y Tsukasa, especialmente sobre la relación entre ellos.

#### Clan del Dragón Plateado
( 银 竜 会   Ginryūkai ?,   lit.  'Asociación de dragones de plata')
 Sumon  ( 守门?)
El padre de Asago, y jefe del Clan Plateado. Crio a Asago estrictamente para que ella se convertiría en la candidata perfecta para seisai y por lo tanto espera mucho de ella. Recibió un disparo de un francotirador, pero se ha recuperado desde entonces. Siempre se preocupa de la vergüenza que él pasa a través de las acciones de Asago. Parece ser más tímido que los demás jefes de clanes. Después de Ryuji es casi asesinado, se negó a permitir que Asago vuelta a su casa, diciendo que ella ya no es una Sumon. Él siempre ataca a Asago con comentarios sarcásticos, pero últimamente lo ha dejado de hacer después de algo que le dijo Ryuji.
 Asago Sumon  ( 守门 朝 来   Sumon Asago ?,  Edad: 14)
En el comienzo de la historia, ella se presentó como la prometida de Ryuji. Ella apuntaba a ser como "Durga", una figura femenina legendaria, que actúa como la mano derecha de su esposo. Asago está celosa de que Ryuji pasa la mayor parte de su tiempo con Tsukasa y no con ella. Ella es muy temperamental y no confía en Tsukasa, ya que es una katagi (hijo de un ciudadano respetuoso de la policía / Derecho). Al igual que Ryuji, ella puede usar un arma bien y puede usar dos a la vez. No parece confiar realmente en nadie excepto en Ryuji. En un principio, Asago cree que Tsukasa es hombre, después ella lo descubre que Tsukasa en realidad es una chica. Después de Ryuji la protegía de los disparos en la isla , Ha estado viviendo con la culpa e incluso había pensado en el suicidio, pero cambió de opinión después de reunirse con Munakata, un policía. Eventualmente, ella acepta que Tsukasa es la único que puede hacer sentir a Ryuji feliz. Con el tiempo se muestra algunos sentimientos hacia el Munakata.

#### Clan del Dragón Dorado
( 金 竜 会   Konryūkai ?,  lit.  'Asociación de dragones de oro')
 Hiroto Shibata  ( 新 発 田 弘 人   Shibata Hiroto?)
Oyabun del Clan Dragón de Oro bajo Kuryugumi. Tiene el pelo oscuro corto y rizado, y es muy ambicioso. Sabe el secreto de la kumi sobre la cruz invertida. Atrae los clientes de negocios del clan de Dragón de Plata ofreciéndoles armas ilegales. Al igual que su hija, no es muy bueno con las armas (falló un tiro a Tsukasa de corta distancia) quería ser ascendido a convertirse en el líder del clan.
 Azumi Shibata  ( 新 発 田 安 澄   Shibata Azumi ?,  Edad 18)
Hija de Shibata Hiroto. Parece una versión femenina de Ryuji con el pelo largo de color claro, ondulado y pechos muy grandes. Tiene un ego del tamaño del universo, pero se enamoró de Ryuji a primera vista, aunque ella es mucho mayor que él (18). Esto la llevó a desafiar Asago en su posición como Durga. Puede manejar un arma, pero no muy bien. Le encanta mostrar su riqueza y su cuerpo. Trata a las personas, especialmente los "inferiores" a ella, como escoria.
 Odawara  ( 尾 田原?)
La persona que traicionó Kuryugumi y mató al Nidaime. Más tarde fue mantenido con vida, pero una vida peor que la muerte, de acuerdo con lo que Ryuji le dijo.
 Fujioka  ( 藤 冈?)
Un buen amigo de Kamo-san, que lo conocía desde que eran jóvenes. También es una de las personas que conocieron la relación de Yui y Kamo-san, y el hecho de que Yui y su bebé por nacer fueron asesinados.

#### Clan del Dragón Púrpura
( 紫 竜 会   Shiryūkai ?,  lit.  'Asociación de Dragones Purpura')
 Kyuragi  ( 厳 木   Kyūragi?)
Uno del cuarteto del mal, y con frecuencia habla en su nombre. Tiene una hija que fue criada para ser una posible seisai. Parece estar hambriento de poder. Siempre molesta a Asago, y siempre consigue ser golpeado por Tsukasa. Él nunca confió en Tsukasa, y la menosprecia por el hecho de que ella es un katagi.
 Hitomi Kyuragi  ( 厳 木 瞳   Kyūragi Hitomi ?,  Edad 13)
La hija de Kyuragi, Tiene el pelo corto de color claro. Está locamente enamorada de Ryuji, pero fue rechazada. Tiene grandes pechos falsos inflables. Convenenciera y astuta, ella fue quien inyectó a Asago con una droga que paraliza su brazo izquierdo temporalmente. Bastante bueno con las armas. Quiere ser la kage no seisai. Ella cuenta que ha sido la única en ver la cara de Riuji dormido, pero la verdad es que lo drogó con pastillas para dormir, lo que le hizo caer dormido durante tres días seguidos. Fue modificada genéticamente para convertirse en una mujer, solo para ser su seisai. Ella es también la razón por la que Tsukasa se dio cuenta de que le gusta Ryuji,  diferente a como ella quiere a Akira.

#### Clan del Dragón Blanco
( 白 竜 会   Byakuryūkai ?,  lit.  'Asociación de Dragones Blancos')
 Usui  ( 碓 井?)
El jefe del Clan Dragón Blanco. Uno del cuarteto del mal, que se opuso a Asago a ser la seisai. Tiene una hija que fue criada para ser un posible seisai.
 Mamiko Usui  ( 碓 井 真 美 子   Usui Mamiko?)
Parece ser la más joven de las hijas del "mal del cuarteto". Tiene el pelo largo y ondulado y los ojos más grandes que las otras 4 chicas. La más joven de las 4 chicas que están tratando de convertirse en la seisai. Es más joven que Ryuji.

#### Clan del Dragón Rojo
( 赤 竜 会   Akaryūkai ?,  lit.  'Asociación de Dragones Rojos)
 Kawazoe  ( 川 副?)
El jefe del Red Dragon Clan. Uno del cuarteto del mal. El tipo con el mayor retroceso de cabello. Tiene una hija que fue criada para ser un posible seisai.
 Kumi Kawazoe  ( 川 副 红 美   Kawazoe Kumi?)
Hija de Kawazoe del Clan del Dragón Rojo. Tiene el pelo largo, lacio y oscuro. Parece la más malvada de las hijas del "mal del cuarteto". Tiene alrededor de 18 años.

#### Clan del Dragón Verde
( 绿 竜 会   Rokuryūkai ?,  lit.  'Asociación de dragones verdes')
 Mooka  ( 真 冈   Moka?)
El jefe del Clan del Dragón Verde. Uno del cuarteto del mal, quien recomendó que Asago tuviera un guardaespaldas.
 Misuzu Mooka  ( 真 冈 美 铃   Moka Misuzu?)
Hija de Mooka. Tiene el pelo largo y ondulado de color marrón. La más alta de las 4 chicas. Posiblemente la mayor de las niñas.

### La Familia Kozuki
Kozuki Izumi   ( 红月 育 美   Izumi Kozuki ?)
La madre de los 4 hermanos Kozukis y la que decidió educar a Tsukasa cuando un niño y no como una niña. También un miembro de la policía del grupo especial GRAVE. Fue asesinado mientras investigaba a Hizakigumi. Posiblemente tiene el pelo de color naranja. Estaba guardando algún profundo secreto de Garyukai y parece que han tenido contacto con Wakasa. Tenía un gran sentido de la justicia. Le enseñó a Tsukasa a ser fuerte.
 Yutaka Kozuki  ( 红月 豊   Kozuki Yutaka?)
El padre de los 4 hermanos Kozukis y la persona que Kise Akira admiraba. Fue miembro del grupo de trabajo especial de la policía conocida como GRAVE que se ocupa de la creciente delincuencia. Fue asesinado durante la persecución de Hizakigumi mientras estaba fuera de servicio, pocos días después de que el padre de Ryuji fuera asesinado. Tenía un gran sentido de la justicia. El inventor del protector de Tsuaksa. Conocía a Ayabe Wakasa e incluso la llamaba "Waka-chan".
 Shohei Kozuki  ( 红月 昭平   Kozuki Shōhei ?,  Sho, Edad 13)
El hermano menor de Tsukasa. El más lindo y probablemente el más mimado. A él no le importa ver a su hermana junto con Ryuji. También funciona como un anfitrión de un bar gay. Tiene el pelo de color claro. No planea abandonar a Tsukasa, aun cuando ella no está relacionada con él por lazos de sangre.
 Toshiyuki Kozuki  ( 红月 季 之   Kozuki Toshiyuki ?,  Toshi, Edad 14)
Aparentemente el hermano gemelo de Tsukasa, aunque en la primera historia, que fue presentado como el gemelo de Sho. Él es el gemelo más joven y no tiene problemas con que Tsukasa se lleve bien con Sandaime. Trabaja como anfitrión de un bar gay. Tiene el pelo oscuro medio. Todavía se preocupa por su hermana, incluso después de que él se entera de la verdad.
 Takuma Kozuki  ( 红月 诧 间   Kozuki Takuma ?,  Taku-nii, Edad 16)
El hermano mayor de Tsukasa. Él no está muy contento con su hermana sea amiga de Ryuji. Abandonó la escuela para ayudar con los gastos de su familia. Funciona como un agente de un casino. Muy fiable y está orientado a la familia. Amigo de Onda. Recomienda encarecidamente a Akira como novio a Tsukasa. Conoce un secreto oscuro y profundo sobre Garyukai y está tratando de evitar que Tsukasa este involucrado con ellos. Actuará siempre como hermano mayor a Tsukasa, incluso si no son parientes de sangre.
 Kaya Shozu  ( 生水 加 悦   ShoZu Kaya?)
La mujer que vive con los hermanos Kozuki. Ella perdió a sus padres desde la infancia, y su hermana, la dejó hace algún tiempo, debido a una competencia de artes marciales, donde fue asesinada. Cuando olvidó sus ganas de vivir, Tatsuya (Nidaime de Kuryugumi) la ayudó . Ella odia pelear.

### Policías
Akira Kise  ( 纪 势 全   Kise Akira?)
Un policía que admiraba al padre de Tsukasa, Kozuki Yutaka, y decidió convertirse en un oficial de policía después de reunirse con él. Él es muy alto, musculoso e increíblemente fuerte. Divertido y honesto. Odia a los yakuza, especialmente Kuryugumi, ya que él piensa que son los responsables de la muerte de Kozuki Yutaka. Parece tener un poco de un pasado triste, ya que fue abandonado por sus padres. Es miembro de la sección GRAVE de la Policía de Control después de la captura de la persona involucrada en el atentado en New Heaven Tokio. Compañero de Munakata. Una de las pocas personas que sabe que Tsukasa es una mujer, y tiene un interés en ella, a pesar de ser mucho mayor (24). Ryuji lo ve como un rival.
 Kai Munakata  ( 宗 像 嵬   Munakata Kai?)
Un miembro de la sección GRAVE de la policía de control y es compañero de Akira, después de que este se unió GRAVE. Por lo general, fresco y tranquilo. Tiene una cicatriz por el lado derecho de su cara. Parece tener una tendencia a ser tan violento como el criminal que atrapa. Cuando se cambia a su lado "violento", mantiene a todos sus colegas alejados de él con miedo, y lo consideran que es el trabajo de su compañero (Akira) detenerlo. Tiene un lado muy dulce. Afirma que él vive solo para proteger a las mujeres. Se sabe que usa su coche de la policía como un hotel móvil. Tiene la misma edad que Akira, pero parece un oyaji según Asago. Tiene una debilidad por Asago. Pasa a ser personaje favorito (del autor) de Nakamura.

### Hogougumi
( 宝 豪 组   Hogōgumi?)
 Wakasa Ayabe  ( 绫 部 若 桜   Ayabe Wakasa ?,  'Kage no Seisai' (陰 の 聖 妻))
La legendaria seisai invisible del Hogougumi actualmente disuelto. Parece una versión más madura de Tsukasa con el pelo largo y oscuro. No se sabe mucho acerca de ella, salvo que ella tomó la figura de lucha en lugar de la débil omote no seisai del Hogougumi. Muy bueno en combate, ya sea desarmada o con una katana. Ella fue el origen del título de Durga. Se rumoreaba que no tania contacto físico con su "esposo" a pesar de que prometió lealtad a él, pero últimamente se ha descubierto que ella durmió con el kumicho de Hogou y tuvo una niña de él (Tsukasa).
{Omote no seisai}
La esposa 'real' del kumicho y la madre de Shiki. Ella era la esposa visible del kumi, pero era incapaz de luchar. Sin embargo, se rumoreaba que era la figura materna para el kumi. Era muy amiga de Wakasa, e incluso convenció Wakasa para continuar con el embarazo (que conduce al nacimiento de Tsukasa). Tenía el pelo de color claro largo, ondulado.
 Así Mikaido  ( 御 海道 草   Mikaidō Sō?)
El kumicho del Hogougumi y padre de Shiki y Tsukasa. Tenía 2 seisais, una más visible y una invisible. Tiene el pelo corto y oscuro. Tenía un hermano menor llamado Shiva. Presunto muerto.

### Garyūkai
Shiva Mikaido  ( 御 海道 シバ   Mikaidō Shiba?)
Debido a una operación central del cerebro, es capaz de vivir en el cuerpo de otra persona. Se muestra en la historia que tiene un gran interés por Tsukasa, porque es exactamente igual a su madre por la que tenía sentimientos. A pesar de ser biológicamente tío de Tsukasa, la acosa, causando que Ryuji se moleste y comiencen a pelear. Tiene el pelo largo y negro.
 Kaly  ( カーリー   Kari?)
Una pantera artificial, es una criatura que ha sido creada con el propósito de la búsqueda de ADN relacionada con Wakasa. Fue visto por primera vez cuando Tsukasa estaba en el viaje con sus compañeros de clase. Cuando ella lo vio, se dio cuenta de los ojos se iluminaron de color rojo, y se asustó.
 Shiki Mikaido  ( 御 海道 志 挥   Mikaidō Shiki ?,  Scorpion)
Uno de los únicos supervivientes de Hogougumi. Durante la batalla entre Garyukai y Hogougumi, fue visto como un niño escondido dentro de una caja, pero que después es encontrado por un miembro de Garyukai. Shiki tiene un profundo odio por Wakasa porque cree que él y el gumi habían sido traicionados por ella. Él es el único hijo de Sou y omote no seisai, lo que lo hace el biológico medio hermano de Tsukasa, él y Tsukasa se odian pero realmente actúan como hermanos. Él aparece cuando está acosando a una mujer con el consumo de drogas y obtiene una paliza de Tsukasa que casualmente pasaba por ahí.

### Rukuominami
Kiryu Shigenori
El director de la escuela secundaria, que es de buen corazón y trata a sus estudiantes por encima de todo lo demás. Él se lleva bien con Tsukasa, y ella le llama"Shige-chan".

### Otras asociaciones

#### Sakahogigumi
( 坂 祝   Sakahogigumi?)
 Seiji Sakahogi  ( 坂 祝 静 次   Sakahogi Seiji?)
El kumicho actual de Sakahogigumi. Padre de Yuuwa. Tiene el pelo de color claro hacia atrás, y un bigote. Escuchó rumores acerca de Ryuji, y empezó a dudar cuando se le mostró fotos tomadas por Yuuwa. Muy cortés y bien educado. Busca la ayuda de Kuryugumi en un problema relacionado con las drogas que está fuera de control. Recientemente hizo lazos con Kuryugumi.
 Yuwa Sakahogi  ( 坂 祝 雄 和   Sakahogi yuwa?)
Hijo de Sakahogi, el kumicho de Sakahogigumi. Tiene el pelo corto. Posee una motocicleta. Investiga de los asesinatos de la kumiin de Sakahogigumi. No cree en las habilidades de Ryuji como joven kumicho al principio. Es un niño de 12 años de edad. Visualiza Tsukasa como un hermano mayor ya que la admira completamente. No muy bueno con un arma.
 Minobu Sakahogi  ( 坂 祝 美 延   Sakahogi Minobu?)
Hija de Sakahogi y hermana menor de Yuuwa. Ama a su hermano querido diciendo que ella va a ser su esposa. Pero aun así ella muestra mucho interés en Tsukasa (pensando que es hombre) No tiene habilidades de combate.

#### Hizakigumi
( 冰 崎 组   Hizakigumi?)
 Sakae Hizaki  ( 冰 崎 栄   Hizaki Sakae?)
Kumicho de Hizakigumi, un grupo yakuza que rivaliza con Kuryugumi, al parecer, el segundo más grande kumi. El hombre responsable detrás de la muerte de los padres de Tsukasa y el padre de Ryuji, Ama las cosas brillantes y las mujeres jóvenes. No sabe cómo utilizar su arma adecuadamente. Estaba en la cárcel, esta vez bajo la sospecha del asesinato en masa en el Garden Hotel Washington. Parece ser parte de un sindicato más grande. Ha escapado recientemente.
 Toya Hizaki  ( 冰 崎 冬夜   Hizaki Tōya?)
Hijo bastardo de Hizaki. Se le dijo que si mataba a Shirogami Ryuji, iba a ser reconocido como verdadero hijo de Hizaki, por lo que puede que algún día heredará Hizakigumi. Tiene pequeños ojos y cabello oscuro. Tooya tiene una edad alrededor de 14 o 15 (según Ryuji). Está ansioso de matar a Ryuji, e hizo un elaborado plan que incluía el secuestro Asago para hacerlo. Estaba en la cárcel bajo sospecha por el asesinato en masa en el Garden Hotel Washington.

#### Kadokanegumi
( 门 钟 组 ?)
 Itsuro Asaba  ( 浅 羽 逸 郎   Asaba Itsuro?)
El Nidaime kumicho de Kadokanegumi, y padre de Sumire y Tsubaki. Terco. Parece ser capaz de usar una katana. Se muestra preocupado de que si él va y salva a su hijo, va a ser un mal ejemplo para la kumiin.
 Sumire Asaba  ( 浅 羽 菫   Asaba Sumire?)
Una de los compañeras de Asago. La única hija del Kadokanegumi y hermana gemela de Tsubaki. Buena en disfrazarse. La chica que fue apodada originalmente por Tsukasa como la "chica que va a estar en estado crítico", ahora es amiga de Asago. Habla con el dialecto de Osaka, por alguna razón, mientras que su hermano no lo hace. Tiene el pelo largo, ondulado y oscuro. No parecen tener mucho entrenamiento físico. Desprecia Ryuji, pensando que no es lo suficientemente bueno para Asago.
 Tsubaki Asaba  ( 浅 羽 椿   Asaba Tsubaki?)
Uno de los compañeros de Tsukasa. Parecía detestar la katagi al principio, pero se ha vuelto más abierto después de reunirse con Tsukasa. Hijo de un oyabun yakuza. Tiene una hermana gemela llamada Sumire. Fue secuestrado en un incidente entre Kadokanegumi y Takarabegumi pero fue salvado por Tsukasa y Ryuji. Se ha convertido últimamente en amigo de Tsukasa. Le encanta burlarse de Tsukasa quien sabe que tiene sentimientos por Ryuji. Conoce la verdadera sangre de Tsukasa, pero probablemente no sabe que ella es una chica.
 Haruumi Azuma  ( 东 春 海   Azuma Haruumi?)
El guardaespaldas de Tsubaki. Tiene una cicatriz bajo su ojo izquierdo. Un hombre alto, de pelo oscuro. Un pervertido según Sumire y auq piensa que tal vez tiene algunos sentimientos hacia Tsubaki (e incluso Tsukasa).  Es en realidad un sobreviviente de la Hogougumi, y era un asistente cercano a Ayabe Wakasa, la legendaria kage no seisai. Sabe de las raíces de Tsukasa, y también que ella es una chica. Wakasa le había encomendado mantener Shiki seguro, pero fue atacado y dejado al borde de la muerte cuando fue salvado por anesan de Kadokanegumi. Quiere ser de ayuda a Tsukasa cuando ella decide luchar contra Garyukai. Pasa a ser segundo personaje favorito de Nakamura.
 "The Anesan"  ( "Seisai de Kadokanegumi"?)
La esposa del kumicho de Kadokanegumi (Itsuro), y madre de Tsubaki y Sumire. Altamente respetados por el kumiin. También llamada "Anesan" o "hermana mayor". Se metió en una disputa con Itsuro acerca de las formas de los miembros de Kadokanegumi. Cabeza dura y se preocupa profundamente por sus hijos, no quieren que sean arrastrados a problemas yakuza. Tiene una gran defecto: ella no sabe de direcciones. También admiraba a kage no seisai de Hogougumi.

### Otros
Masashi Iruma  ( 入 间 柾 志   Iruma Masashi?)
 Tenko Isahaya  ( 谏 早 天 黄   Isahaya Tenko?)
 Izushi Yabu  ( 出 石 养父   Yabu Izushi?)
 Kawara  ( 香 春?)